# Megacraspedus laseni
Megacraspedus laseni — вид лускокрилих комах родини виїмчастокрилих молей (Gelechiidae). Описаний у 2021 році.

## Поширення
Ендемік Італії. Виявлений у Доломітових Альпах в провінції Беллуно на півночі країни. Описані лише самці, самиці — невідомі.